# Platia Georgiou

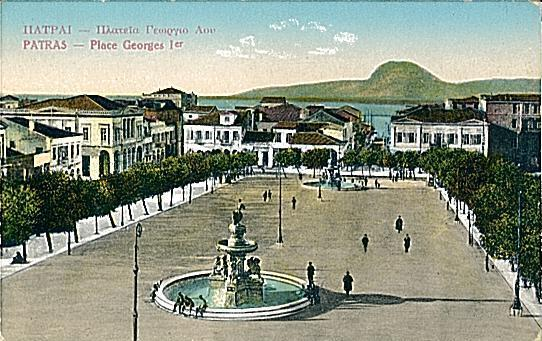
Die Platia Georgiou zu Anfang des 20. Jahrhunderts

Die Platía Georgíou Aʹ (griechisch Πλατεία Γεωργίου Αʹ ‚Platz Georg I.‘), kurz: Platía Georgíou, ist der zentrale Platz der griechischen Stadt Patras.

## Geschichte
Der Platz wurde während der Herrschaft von Ioannis Kapodistrias nach dem Plan von Stamatis Voulgaris im Jahr 1829 neu angelegt. Der Plan sah die völlige Neuanlage der Stadt vor,  die während der Revolution zerstört wurde. Neben den Resten der alten Stadt sollte eine neue mit orthogonalem Straßenraster und einigen großen Plätzen, darunter die Platia Georgiou und die Platia Ethnikis Andistasis, aufgebaut werden. Der untere und der obere Teil des Platzes sind jeweils von den Straßen Maizonos und Korinthou umgeben, während die Straße, die im rechten Winkel dazu verläuft und deren Verlauf durch den Platz unterbrochen wird, die Gerokostopoulou ist.
Im 19. Jahrhundert wurde der Platzname mehrfach geändert. Anfangs hieß er Platz der Republik, dann Kalamogdarti, Othonos, Kentrik, Thomopoulos, Ethniki, Palligenesias und ab 1863 Georgiou I. zu Ehren von König Georg I.

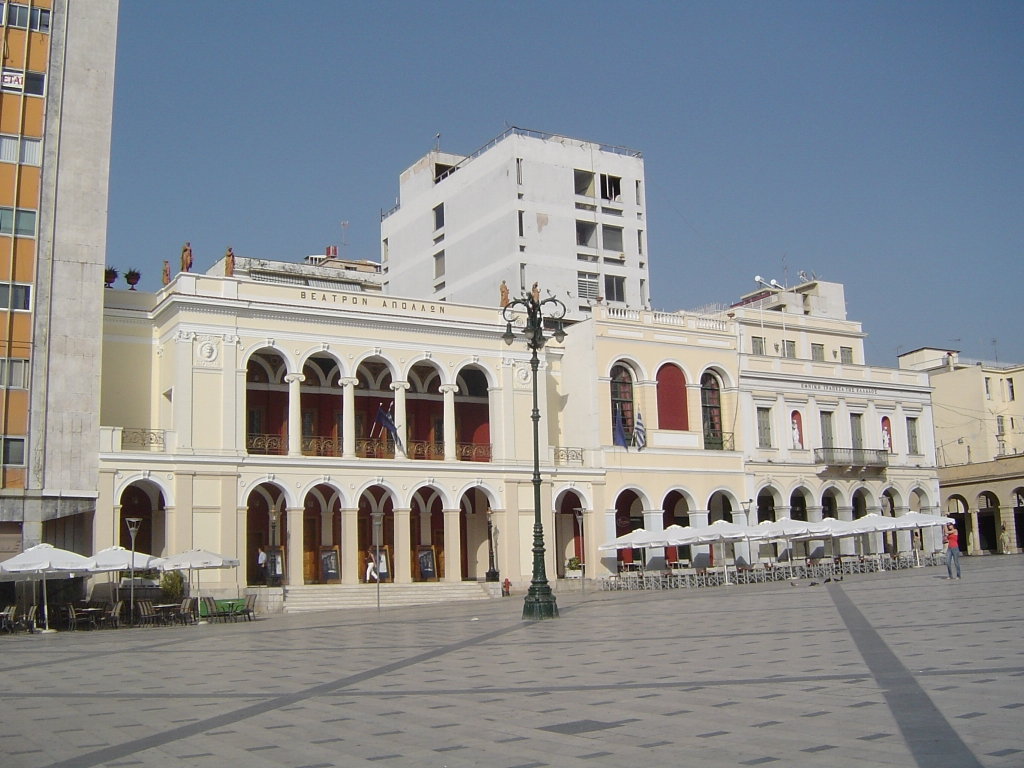
Das Apollo-Theater an der Platia Georgíou

Am Platz befindet sich das Apollo-Theater, ein Werk des Architekten Ernst Ziller im klassizistischen Baustil. Im Jahr 1875 wurden von der französischen Firma, die die Wasserbauarbeiten in Patras durchgeführt hat, die beiden heute noch vorhandenen, den Platz prägenden Brunnen mit Löwen installiert. Sie kosteten insgesamt 70.000 Drachmen, ein enormer Betrag für die damalige finanzielle Leistungsfähigkeit Griechenlands. Im Jahr 1878 erwarb das Unternehmen in Paris eine Beleuchtung mit geraden Laternenpfählen aus Gusseisen, die mit Gas betrieben wurden. Heute sind zwei davon umgebaut und werden mit Strom betrieben. Die Platia wurde mehrmals umgebaut, zuletzt im Jahr 2006, nach einem Architekturwettbewerb 2001.
Vom Gemeinderat wurde 2022 beschlossen, den Platz mit einem Budget von 853.000 Euro aufzuwerten. Dabei geht es um die sofortige Behebung und Beseitigung von Schäden, die durch Abnutzung und Vandalismus entstanden sind.

## Politische und kulturelle Nutzungen
1843 verlas Perikles Kalamogdartis die erste Verfassung von Griechenland auf dem Platz, weshalb er im 19. Jahrhundert zeitweise seinen Namen trug.
Heute ist der Platz  das Zentrum des Karnevalsgeschehens und Schauplatz politischer Kundgebungen, Konzerte und anderer Veranstaltungen. Zusammen mit der Platia Ethnikis Andistasis ist er zum Treffpunkt der Jugend, der vielen Studenten und der Touristen avanciert.